# Día de los finlandeses en Suecia
El día de los finlaneses en Suecia (en finés: Ruotsinsuomalaisten päivä; en sueco: Sverigefinnarnas dag) es un aniversario celebrado en Suecia el 24 de febrero. El aniversario fue aprobado por la Academia sueca en el 2010, y fue conmemorado por primera vez en el  2011. Se eligió el 24 de febrero como fecha del aniversario, ya que esta fecha es el cumpleaños de Carl Axel Gottlund, un coleccionista de poesía folclórica y defensor del idioma finlandés. El propósito del día es celebrar a los finlandeses de Suecia y reconocer su historia, lengua y cultura como parte del patrimonio cultural de Suecia.
Los municipios que cuentan con una importante minoría de habla finlandesa izan la bandera sueco-finlandesa el Día de los Finlandeses de Suecia. Sin embargo, no es un día de la bandera oficial. El aniversario se celebra en varias partes de Suecia, como Estocolmo, Eskilstuna, Gotemburgo, Västerås y Nykvarn. El programa de la jornada ha incluido conciertoss, espectáculos de danzas, visitas de escritores, sesiones de karaoke y representaciones teatrales para niños. Por ejemplo, en 2017, más de mil personas asistieron a la celebración en el Ayuntamiento de Estocolmo. En 2013 en particular, la celebración fue significativa en muchos lugares, cuando el día se celebró con ceremonias oficiales por primera vez.
En 2019, la foca fue votada por los oyentes del canal en finés Sveriges Radio Finska (antes conocido como Sisuradio) de Radio Suecia como el animal nacional simbólico de los finlandeses de Suecia.